# شجعه (یمن)
 شجعه  به عربی ( الشجعة ) روستای بزرگی از توابع استان اِب در کشور یمن و در شبه جزیره عربستان واقع می‌باشد. 

## جمعیت
جمعیت این روستا در حدود ۴۱۷ نفر می‌باشد.عدهٔ از آدباء وشعراء ومؤرخین به این روستا نسبت داده‌اند .